# Championnat international de Formule 3000 1994
Navigation
Édition précédente Édition suivante
Le championnat international de F3000 1994 a été remporté par le Français Jean-Christophe Boullion sur une Reynard-Cosworth de l'écurie DAMS. 

## Règlement sportif
- L'attribution des points s'effectue selon le barème 9,6,4,3,2,1

## Courses de la saison 1994
| Date         | Lieu              | Vainqueur                | Nationalité | Voiture          | Écurie       |
| 2 mai        | Silverstone       | Franck Lagorce           | France      | Reynard-Cosworth | Apomatox     |
| 23 mai       | Pau               | Gil de Ferran            | Brésil      | Reynard-Judd     | Paul Stewart |
| 28 mai       | Barcelone         | Massimiliano Papis       | Italie      | Reynard-Judd     | Mythos       |
| 17 juillet   | Enna-Pergusa      | Gil de Ferran            | Brésil      | Reynard-Judd     | Paul Stewart |
| 30 juillet   | Hockenheimring    | Franck Lagorce           | France      | Reynard-Cosworth | Apomatox     |
| 27 août      | Spa-Francorchamps | Jean-Christophe Boullion | France      | Reynard-Cosworth | DAMS         |
| 25 septembre | Estoril           | Jean-Christophe Boullion | France      | Reynard-Cosworth | DAMS         |
| 2 octobre    | Magny-Cours       | Jean-Christophe Boullion | France      | Reynard-Cosworth | DAMS         |

## Classement des pilotes
| Classement | Pilote                   | Pays        | Voiture          | Écurie       | Nombre de points |
| ---------- | ------------------------ | ----------- | ---------------- | ------------ | ---------------- |
| 1er        | Jean-Christophe Boullion | France      | Reynard-Cosworth | DAMS         | 36               |
| 2e         | Franck Lagorce           | France      | Reynard-Cosworth | Apomatox     | 34               |
| 3e         | Gil de Ferran            | Brésil      | Reynard-Judd     | Paul Stewart | 28               |
| 4e         | Vincenzo Sospiri         | Italie      | Reynard-Cosworth | Super Nova   | 24               |
| 5e         | Massimiliano Papis       | Italie      | Reynard-Judd     | Mythos       | 13               |
| 6e         | Didier Cottaz            | France      | Reynard-Judd     | Paul Stewart | 13               |
| 7e         | Guillaume Gomez          | France      | Reynard-Cosworth | DAMS         | 12               |
| 8e         | Fabrizio de Simone (en)  | Italie      | Reynard-Judd     | Mythos       | 7                |
| 9e         | David Coulthard          | Royaume-Uni | Reynard-Cosworth | Vortex       | 6                |
| 10e        | Hideki Noda              | Japon       | Reynard-Cosworth | Forti        | 6                |
| 11e        | Kenny Bräck              | Suède       | Reynard-Judd     | Madgwick     | 5                |
| 12e        | Jordi Gené               | Espagne     | Lola-Cosworth    | Nordic       | 3                |
| 12e        | Pedro Diniz              | Brésil      | Reynard-Cosworth | Forti        | 3                |
| 12e        | Tarso Marques            | Brésil      | Reynard-Cosworth | Vortex       | 3                |
| 15e        | Marc Goossens            | Belgique    | Lola-Cosworth    | Nordic       | 3                |
| 16e        | Jérôme Policand          | France      | Reynard-Judd     | Danielson    | 2                |
| 17e        | Christian Pescatori      | Italie      | Reynard-Cosworth | Durango      | 1                |
| 17e        | Wim Eyckmans (en)        | Belgique    | Reynard-Cosworth | Eyckmans     | 1                |